# Hurlbutite
La hurlbutite è un minerale.